# インクー
インクー (フィンランド語: Inkoo、スウェーデン語: Ingå) は、フィンランド・ウーシマー県の自治体。

## 概要
フィンランド南部の自治体の一つとして、指定されている。人口は5,410人（2019年1月31日時点)で、面積は954.02平方キロメートル（約368.35平方マイル）で、そのうち604.21 km2（233.29平方マイル）は水面である。人口密度は平方キロメートルあたり15.46人の住民（40.0 / sq mi）である。
国道51号線がインクー内に開設されており、ボルスタヴァーゲン道路で構成されている。 道路沿いには、小さな自治体の主要な建物やお店が殆どある。

## 主な出身者
- マウノ・コイヴィスト - 元フィンランド大統領。
- マーカス・グロンホルム - 元WRCドライバー。
- セバスチャン・リンドホルム - 元ラリードライバー。マーカス・グロンホルムの従兄。